# Cầy hương châu Phi
Cầy hương châu Phi (danh pháp hai phần: Civettictis civetta) là đại diện lớn nhất của họ cầy châu Phi, đây là một loài động vật thuộc họ Cầy, là loài duy nhất của chi. Loài này phân bố ở châu Phi.. Cầy hương châu Phi có thể được tìm thấy ở các bờ biển khắp hạ Sahara châu Phi. Chúng là loài hoạt động về đêm và ban ngày ngủ, ban đêm chúng được tìm thấy ở nhiều môi trường sống khác nhau gồm rừng rậm và vùng đất mở.
Chúng là loài sống đơn độc. Chúng có tuyến đáy chậu tạo ra chất lỏng gọi là civetone và chúng rải để đánh dấu lãnh thổ riêng. Đã được sử dụng trong ngành sản xuất nước hoa, "xạ hương" đã được là tên gọi theo mùi thơm lấy từ loài này. Tiếng Pháp trung cổ civette, từ tiếng Ý cổ zibetto, từ tiếng Ả Rập zabAd, nước hoa xạ hương.